# مارك هارفي
مارك هارفي (26 يونيو 1974 في المملكة المتحدة - ) (بالإنجليزية: Mark Harvey)‏ هو لاعب كريكت بريطاني. لعب مع نادي مقاطعة لانكشر للكريكت ‏ وBerkshire County Cricket Club ‏.

## وصلات خارجية
- مارك هارفي على موقع إي آس بي آن كريك إنفو (الإنجليزية)